# زي كافيه
زي كافيه (بالإنجليزية: Zee Café)‏ هي قناة تليفزيونية الهندية مدفوعة مملوكة لشركة زي للمشاريع الترفيهية. تبث القناة بشكل أساسي برامج تليفزيونية أمريكية وبريطانية شهيرة لجذب السكان الناطقين باللغة الإنجليزية في الهندية.